# Orgel van de Oude Kerk in Ede

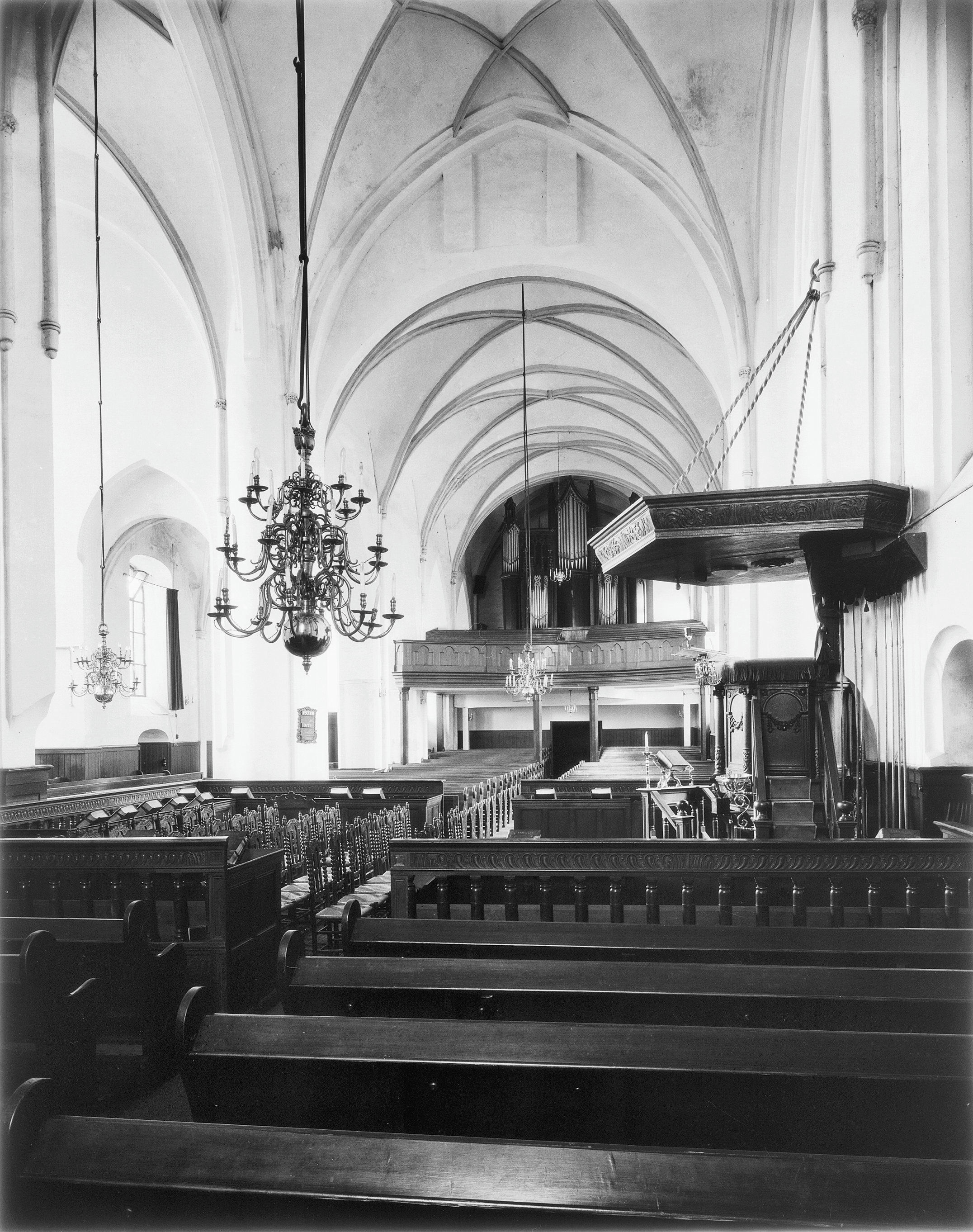
Interieur van de Oude kerk in 1955 met het aangepaste Schwartze orgel

De Oude kerk in Ede beschikt sinds 1845 over een pijporgel.

## Schwartze-orgel
In 1842 was de wens reeds uitgesproken, maar er was toen geen geld voor een orgel. In de jaren die volgden ontving de kerk echter een aanzienlijke som geld door verkoop van gronden ten behoeve van de aanleg van de Rhijnspoorweg. Er moest uiteindelijk gekozen worden tussen een instrument van de firma Naber uit Deventer, of van de firma Schwartze uit het Duitse Anholt. 
De keuze viel op de firma Schwartze, die een pijporgel aanbood voor 3.500 gulden. Door transport- en verbouwingskosten kwamen de totale kosten echter uiteindelijk uit op 8.451 gulden. Voor het orgel werd een galerij gebouwd boven de preekstoel, die toen voor het op dat moment nog afgesloten koor van de kerk stond. Het orgel had oorspronkelijk een wit front dat tot aan het gewelf van de kerk reikte. Hier volgt de dispositie:
| Hoofdwerk C-g’’’     |                |
| Bourdon              | 16'            |
| Prestant             | 8' (1937)      |
| Gedekt               | 8'             |
| Quintadeen           | 8'             |
| Viola di Gamba       | 8' (1845-1937) |
| Octaaf               | 4' (1937)      |
| Fluit                | 4'             |
| Kwint                | 2 2/3'         |
| Octaaf               | 2'             |
| Mixtuur III-IV sterk |                |
| Fagot                | 16' (1937)     |
| Trompet              | 8' (1937)      |

| Positief C-g’’’ |           |
| Viool Prestant  | 8' (1919) |
| Gedekt          | 8'        |
| Salicionaal     | 8'        |
| Prestant        | 4'        |
| Spitsfluit      | 4'        |
| Flageolet       | 2'        |
| Cornet V sterk  |           |
| Hobo            | 8' (1937) |

| Pedaal C-f’ |     |
| Subbas      | 16' |
| Violon      | 16' |
| Octaafbas   | 8'  |
| Bazuin      | 16' |

In 1919 werd, wegens ruimtegebrek het koor bij de kerk getrokken en moest het orgel worden verplaatst naar een galerij aan de westzijde van de kerk. Aangezien het schip lager is dan het koor, werd de orgelkas verkleind en bruin geschilderd. Tijdens deze verbouwing werd de Vox Humana vervangen door een Klarinet, en de Fluit 4' door een Viool Prestant 8'.
in 1937 werd het orgel aangepast door de firma Pels uit Alkmaar. Zij vernieuwden de Prestant 8', Viola di Gamba 8' (gedeeltelijk), Octaaf 4 ', Fagot 16' en Trompet 8'. De in 1919 geplaatste Klarinet werd vervangen door een Hobo 8'. Tevens werd het pedaal uitgebreid van C' tot F'.
In 1963 werd de kerk grondig gerestaureerd. Het werd niet haalbaar geacht het Schwartze-orgel nogmaals te restaureren en dus werd er uitgekeken naar een nieuw orgel.

## Van Dam-orgel

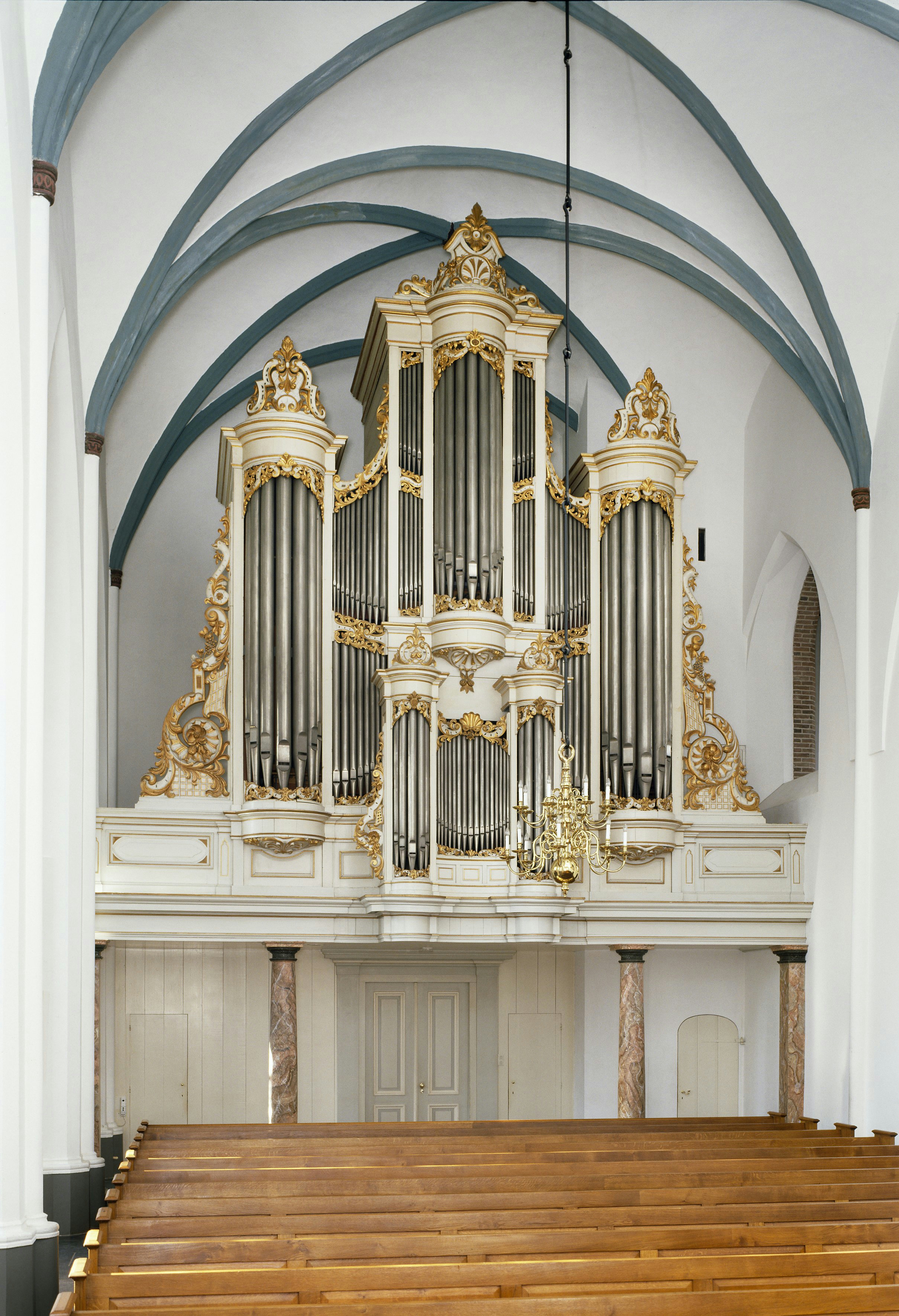
Het Van Dam-orgel

In 1967 werd het orgel van de Hervormde Kerk in Nieuwe Niedorp verplaatst naar Ede. Dit orgel werd in 1877 gebouwd door de firma Van Dam uit Leeuwarden. Het werd geplaatst op de plaats waar het oude orgel was afgebroken en gerestaureerd en uitgebreid door de firma Pels. Adviseur hierbij was de bekende Nederlandse organist Feike Asma.
Van september 2020 tot april 2021 werd een algehele renovatie uitgevoerd door Van Vulpen. De belangrijkste aanpassingen hierbij waren enkele aanpassingen in de dispositie en de windvoorziening werd vernieuwd en teruggebracht in de oorspronkelijke opstelling. Daarnaast werd ook het schilderwerk opnieuw aangebracht. 
De stemming van het orgel is gelijkzwevend en de dispositie is sinds 2021 als volgt:
| Hoofdwerk C-g’’’ |                |
| Prestant         | 16’            |
| Bourdon          | 16’ (disc.)    |
| Prestant         | 8’             |
| Holpijp          | 8’             |
| Octaaf           | 4’             |
| Roerfluit        | 4’             |
| Quint            | 2 2/3’         |
| Octaaf           | 2’             |
| Cornet           | III discant    |
| Tertiaan         | II sterk       |
| Mixtuur*         | III-V / IV-VI  |
| Trompet          | 8’ (bas+disc.) |
| Tremulant        |                |

| Bovenwerk C-g’’’ |        |
| Prestant*        | 8’     |
| Salicionaal      | 8’     |
| Roerfluit        | 8’     |
| Salicet          | 4’     |
| Fluittravers     | 4’     |
| Quintfluit       | 2 2/3’ |
| Gemshoorn        | 2’     |
| Terts*           | 1 3/5’ |
| Nasard*          | 1 1/3' |
| Fagot*           | 16’    |
| Dulciaan*        | 8’     |
| Trompet*         | 4’     |
| Tremulant        |        |

| Pedaal C-f’ |        |
| Subbas*     | 16’    |
| Octaaf*     | 8’     |
| Roerquint*  | 5 1/3' |
| Octaaf*     | 4’     |
| Bazuin*     | 16’    |
| Trompet*    | 8’     |
| Klaroen*    | 4’     |

| Koppelingen |
| HW + BW     |
| Ped. + HW   |
| Ped. + BW   |